# Ruth Sanger
Ruth Ann Sanger (Southport, Australia, 6 de junio de 1918 - Putney, Reino Unido, 4 de junio de 2001) fue una hematóloga y seróloga australiana. Trabajó estrechamente con Robert Russell Race desde la década de 1940 y se casaron en 1956. Fue coautora de muchos artículos científicos a partir de 1948 y coescribió seis ediciones de un trabajo líder en grupos sanguíneos, Blood Groups in Man, que se publicaron entre 1950 y 1975.

## Biografía
Sanger nació el 6 de junio de 1918 en Southport, Queensland, Australia. Su padre era el director de la Armidale School en Nueva Gales del Sur. Estudió en la Abbotsleigh School y más tarde en la Universidad de Sídney, donde se graduó en 1938. Después de trabajar como hematóloga para el Servicio de Transfusión de Sangre de la Cruz Roja en Australia, se mudó a Inglaterra para trabajar con Race en 1946 y se doctoró en la Universidad de Londres en 1948.
Regresó a Australia después de recibir su doctorado, pero luego se trasladó permanentemente al Reino Unido en 1950. La primera edición de  Blood Groups in Man se publicó en agosto de 1950, basado en el análisis sistemático de grupos sanguíneos que elaboró para su tesis doctoral, y le ganó el reconocimiento internacional.
Después de que la primera mujer de Race falleció en 1955, se casó con él en abril de 1956. Sucedió a Race como directora de la Unidad de Grupos Sanguíneos del Consejo de Investigación Médica en el Instituto Lister de Londres. Se retiró en 1983. Fue elegida miembro de la Royal Society (FRS) en 1972 (Race lo era desde 1952). Recibió el Premio Oliver Memorial de la Cruz Roja Británica en 1973.
Race murió en 1984 y Sanger murió en Putney, Inglaterra, en 2001. No tuvieron hijos.